# Panagiōtīs Tsintōtas
Panagiōtīs Tsintōtas (in greco Παναγιώτης Τσιντώτας?; Katerini, 4 luglio 1993) è un calciatore greco, portiere dell'Asteras Tripolīs.

## Carriera

### Club
Cresciuto nelle giovanili del Pierikos, ha esordito in prima squadra l'8 gennaio 2012 in occasione del match di campionato pareggiato 1-1 contro il Kallonī.

### Nazionale
Nel 2011 ha giocato 2 partite con la nazionale greca Under-19.

## Statistiche

### Presenze e reti nei club
Statistiche aggiornate al 18 Agosto 2018.
| Stagione           | Squadra            | Campionato         | Campionato | Campionato | Coppe nazionali | Coppe nazionali | Coppe nazionali | Coppe continentali | Coppe continentali | Coppe continentali | Altre coppe | Altre coppe | Altre coppe | Totale | Totale | Totale |
| Stagione           | Squadra            | Comp               | Pres       | Reti       | Comp            | Pres            | Reti            | Comp               | Pres               | Reti               | Comp        | Pres        | Reti        | Pres   | Reti   |        |
| ------------------ | ------------------ | ------------------ | ---------- | ---------- | --------------- | --------------- | --------------- | ------------------ | ------------------ | ------------------ | ----------- | ----------- | ----------- | ------ | ------ | ------ |
| 2011-2012          | Pierikos           | BE                 | 5          | -4         | CG              | 0               | 0               |                    | -                  | -                  |             | -           | -           | 5      | -4     |        |
| 2012-2013          | Levadeiakos        | SL                 | 0          | 0          | CG              | 0               | 0               |                    | -                  | -                  |             | -           | -           | 0      | 0      |        |
| 2013-2014          | Levadeiakos        | SL                 | 0          | 0          | CG              | 0               | 0               |                    | -                  | -                  |             | -           | -           | 0      | 0      |        |
| 2014-2015          | Levadeiakos        | SL                 | 1          | -1         | CG              | 1               | 0               |                    | -                  | -                  |             | -           | -           | 2      | -1     |        |
| 2015-2016          | Levadeiakos        | SL                 | 17         | -19        | CG              | 2               | -3              |                    | -                  | -                  |             | -           | -           | 19     | -22    |        |
| 2016-2017          | Levadeiakos        | SL                 | 0          | 0          | CG              | 0               | 0               |                    | -                  | -                  |             | -           | -           | 0      | 0      |        |
| Totale Levadeiakos | Totale Levadeiakos | Totale Levadeiakos | 18         | -20        |                 | 3               | -3              |                    | -                  | -                  |             | -           | -           | 21     | -23    |        |
| 2017-2018          | AEK Atene          | SL                 | 15         | -7         | CG              | 2               | 0               | UCL+UEL            | 0+1                | 0                  |             | -           | -           | 18     | -7     |        |
| Totale carriera    | Totale carriera    | Totale carriera    | 38         | -31        |                 | 5               | -3              |                    | 1                  | 0                  |             | -           | -           | 44     | -34    |        |